# Кулачный бой на Руси
Кулачный бой (кула́чки) — традиционное русское боевое искусство, заключающееся в нанесении противнику ударов кулаком. Как и другие единоборства, русский кулачный бой традиционно является и формой физической подготовки, и особого рода развлечением, сопряжённым, однако, с опасностями.

## История
Кулачный бой как единоборство, по-видимому, был издревле известен на Руси. Однако о его истории дошло довольно мало сведений, прежде всего осудительного характера.
Довольно рано кулачный бой фиксируется в источниках. Первое изображение кулачного боя на Руси присутствует на одной из фресок киевского Софийского собора (XI в.), а первое письменное упоминание о кулачных боях на Руси содержится в «Повести временных лет» в записи за 1068 г.:

Вот разве не по-язычески мы живем<…>? <…> дьявол обманывает и этими и иными способами, всякими хитростями отвращая нас от Бога, трубами и скоморохами, гуслями и русалиями. Видим ведь, как места игрищ утоптаны, и людей множество на них, как толкают друг друга, устраивая зрелища, бесом задуманные…
Оригинальный текст (древнерусск.)Себо не погански ли живемъ… <…> дьꙗвол льститъ и дрогими нравы всяческими и лесьтими, превабляеми отъ Бога, трубами и скоморохи, и гусльми, и русальи; видимъ бо игрища уточена, и людей много множество, яко упихати другъ друга позоры деюще отбеса… замышленаго дела

Духовенство осуждало кулачный бой как форму развлечения, он считался богомерзким делом и участники боёв наказывались по церковным законам. Там же, в «Повести», упоминаются «игрища межю селы», по мнению видного советского археолога и историка Бориса Рыбакова, могшие включать в себя и кулачные бои. Тем не менее, несмотря на осудительное отношение, бои всё ещё проводились. Так, в Новгороде излюбленным местом проведения кулачных боёв был Великий мост, соединявший детинец с Торговой стороной. В Москве бои проводились на реке под Симоновым монастырем, у Девичьего монастыря, у Воробьёвых гор, а впоследствии — и в окрестностях фабрик.
За всё время существования кулачного боя предпринимались попытки запрета, либо ограничения и регуляции (запреты касались исключительно самих кулачных боёв как формы досуга; на народные гуляния, чьей непременной чертой были и кулачные бои, запрет не распространялся). Так, ещё в 1274 году собор, созванный во Владимире митрополитом Киевским Кириллом среди других правил постановил «отлучать от церкви участвующих в кулачных боях и боях кольями, а убитых не отпевать». Эти правила вошли в Кормчую книгу. Преследование кулачных боёв духовенством привело к тому, что в правление богобоязненного царя Фёдора Иоанновича, последнего правителя из Рюриковичей, не было зафиксировано ни одного поединка. Власть же обычно не поощряла, но и не преследовала практику проведения кулачных боёв. Лишь в XVII веке стали предприниматься попытки настоящего ограничения кулачных боёв. 9 декабря 1641 года вышел указ Михаила Фёдоровича о запрете проведения кулачных боёв в Москве («Китае[-городе], и в Белом каменном городе и в Земляном городе») под угрозой привода в земский приказ и исполнения там наказания. Хотя, упоминает Андрей Зарин, сам государь в числе других развлечений любил наблюдать за кулачными боями. 20 октября 1684 года, в правление Ивана V, вышел указ «О запрещении стрелять в домах из ружей, заводить кулачные бои и ездить извощикам на возжах», где касательно кулачных боёв указано следующее:

Которые люди изыманы на кулачных боях; и тем людям за те их вины чинить за первый привод бить батоги, и имать приводныя деньги по указу, за другой привод бить кнутом, да имать приводныя деньги вдвое, а в третий тем чинить потомуж жестокое наказанье, бить кнутом и ссылать в ссылку в Украйные городы на вечное житье.
—  № 1093 от 20 октября 1684 г. // Полное собрание законов Российской империи. Собрание Первое. 1649—1825 гг. / Под ред. М. М. Сперанского. (в 45 томах) — СПб.: Тип. II Отделения Собственной Его Императорского Величества Канцелярии, 1830. — Т. II. — С. 640.
Всё же, несмотря на предпринимаемые запретительные меры, кулачные бои продолжали существовать, а участники теперь стали выбирать из своей среды сотского, десятского, которым доверялось следить за исполнением всех правил боя.
Помимо России (Великороссии), кулачный бой как явление был распространён и у других восточнославянских народов. На Украине, к примеру, в кулачных боях принимали участие и «вельможные паны», становившиеся во время боёв «стенка на стенку» в ряд с простолюдинами и дравшиеся наряду с прочими. Победившей стороне от проигравших присуждалась награда в виде бочки какого-нибудь напитка вроде мёда или наливки. Кулачные бои были известны в основном на Левобережной Украине, как более связанной культурно с Россией, на правом берегу кулачные бои проходили в меньших масштабах.
Существуют утверждения, что поклонником кулачных боёв будто бы был царь-реформатор Пётр I. Правдивость этих утверждений доподлинно неизвестна. Так или иначе, XVIII век стал временем расцвета русского кулачного боя. После основания новой столицы, Петербурга, основные места для боёв появились и там: на Неве и на Фонтанке, в боях противоборствовали охтяне и фабричные рабочие. Однако когда в бой вступали т.н. «чухонцы», окрестные финны, он превращался в поножовщину (не в последнюю очередь из-за того, что у финнов было развитое искусство ножевого боя). Впоследствии бои стали проводить у Апраксиного двора, у императорских стеклянного и фарфорового заводов, на Адмиралтейской стороне, на Аптекарском острове, в Екатерингофе и даже у Зимнего.
Одним из первых действенных приёмов правового регулирования кулачных боёв в России стал именной указ Екатерины I от 21 июля 1726 года, объявленный генерал-полицеймейстером графом А. М. Девиером. Одной из особенностей этого указа было позитивное возложение ответственности на субъект права, в данном случае, на кулачные бои — их согласованием с Полицмейстерской канцелярией. Предпосылкой к принятию закона стало регулярное использование нечестных приёмов и использованием подручных средств (камней, ядер, кистеней) в кулачных боях, проходивших на питерских улицах. 21 июля 1727 г. император Пётр II издал указ о кулачных боях: «кто упадёт, лежащих никого не били бы». При его правлении кулачные бои проходят в том числе и при дворе. Князь Михаил Щербатов в своём труде «О повреждении нравов в России» пишет, что любимец государя, князь Иван Долгоруков «всем сам пользовался и утружденного охотой Государя принуждал по неволе представляемые ему веселья вкушать ежедневно <…> кулачные бои; с весельями придворные все часы жизни его занимали». При Анне Иоанновне к кулачным боям было терпимое отношение. Широкую огласку получила серия кулачных поединков, прошедших в 1751 году на Миллионной улице, отличавшихся особой жестокостью. Весть о них дошла и до Елизаветы Петровны. Императрица пыталась снизить количество опасных поединков и приняла новое постановление, препятствующее их проведению в Санкт-Петербурге и в Москве. При следующей царице, Екатерине II, кулачные бои стали пользоваться особой популярностью (в Москве и отчасти Петербурге) благодаря законодательным уловкам периода её правления. При дворе вновь повышается интерес к ним: любителями кулачного боя были граф Фёдор Ростопчин (также увлекавшийся боксом) и граф Алексей Орлов-Чесменский. В принятом в 1782 году «Уставе о благочинии или полицейском» нет прямого запрета на кулачные бои, однако оговаривается, что в общенародные игры и забавы нельзя включать какие-либо приносящие вред поступки. Таким образом, запрет на кулачные бои всё ещё не был полным.
В XIX веке кулачные бои являлись простонародным развлечением — в городах он являлся уделом рабочего класса, купечества и мещан. Однако даже в это время он был распространён не так широко, как ранее, к середине столетия — прежде всего в средней полосе Великороссии, Верхневолжье, на севере Среднего Поволжья и в Витебщине. К примеру, лечащий врач Николая Гоголя, Михаил Назимов в своих воспоминаниях (за 1812-1826) даёт подробное описание кулачного поединка в Арзамасе. А тем часом власть всё ещё была озабочена опасностью кулачных боёв и проводило запретительные меры. В 1823 году после непреднамеренного убийства одного из участников кулачного боя, произошедшего 20 июля того же года в Пирятине (Полтавская губерния) Александр I выпустил именной указ о запрете кулачных боёв, объявленный в циркулярном предписании управляющего Министерством внутренних дел для гражданских губернаторов; и в котором император повелел Правительствующему Сенату принять меры к недопущению подобных боёв. В 180 статье 14 тома (часть 4) свода законов 1832 года кулачные бои «как забавы вредные (sic!), — вовсе запрещаются». Схожая формулировка присутствует в 198 статье редакции свода за 1842 год: «кулачные бои как вредные забавы вовсе запрещаются», в последующих редакциях — 1857, 1876 и 1890 годов — эта формулировка аналогична и повторяется слово в слово. Тем не менее, бои всё равно проводились, хотя их интенсивность всё ещё уменьшалась (последний крупный кулачный бой в Москве прошёл в феврале 1865 года у реки Яуза между Большим Овчинниковским переулком и Чугунным мостом, противоборствующими сторонами был фабричные рабочие и купцы с Швивой горки). Даже в начале XX века в прессе появлялись заметки о проведении кулачных боёв. Согласно данным, собранным историком Борисом Горбуновым, в конце XIX-начале XX века было зафиксировано 3249 сообщения о кулачных боях по всей России. Что характерно, упоминания фиксируются среди восточнославянского населения, включая казачество, и отсутствуют в Польше, Прибалтике, Финляндии, Бессарабии, Средней Азии и на Кавказе. Во время революции 1905 года в условиях острой нехватки оружия приёмы кулачного боя (а также борьбы) успешно применялись рабочими-революционерами при столкновениях с полицией и черносотенцами.
После революции 1917 года кулачный бой стал считаться пережитком царского режима. Не став полноценным видом спорта (в отличие от других русских развлечений, таких как лапта или городки), кулачный бой постепенно отмирал как явление (впрочем, уроженец Бежецка Алексей Анкудинов, по некоторым сведениям якобы занимавшийся кулачным боем, впоследствии начал заниматься и боксом, став видным советским боксёром). Традиционные кулачные бои проводились до 1950-х годов, последние единичные сведения датируются уже концом 1960-началом 1970-х гг. Тогда же уголовники стали, вопреки установке, использовать в бою ножи (т.е., грубо говоря, устраивать поножовщины) и бои «в накулачки» были запрещены. Бой «стенка на стенку», проведённый в селе Купля Шацкого района Рязанской области в 1954 году, был запечатлён на плёнку режиссёром Григорием Ароновым и оператором Василием Косицыным и вошёл в 27 выпуск киножурнала «Поволжье» (Куйбышевская студия кинохроники) за 1956 год. Интересно, что рязанские партийные чиновники в оправдание написали документ, в котором говорилось, что факт съёмки стеношного боя в Купле якобы «является вымыслом режиссера Аронова Г. Л. и кинооператора Косицына В. А., клеветой на рязанскую молодежь, которая самоотверженно трудится в колхозном производстве».
В 1990-х годах начали осуществляться попытки возродить школы и стили т.н. «славянских боевых искусств», включающие в том числе и кулачный бой. Однако среди них, помимо реконструкции аутентичного кулачного боя, присутствуют и заново созданные конструкты, имеющие мало общего с настоящим кулачным боем, но, тем не менее, претендующие на древность и аутентичность.
Традиция проведения кулачного боя сохранилась в мордовском селе Козловка Белинского района Пензенской области, бои проходят ежегодно на Троицу и являются своего рода визитной карточкой района, туда съезжаются со всей области, а также из Мордовии (где, по неподтверждённым данным, также сохранилась традиция кулачных боёв). Также традиция кулачных боёв, «стенка на стенку», сохранилась и в селе Атманов Угол Сосновского района Тамбовской области. Здесь, с 2010 года в конце августа, на Успение Богородицы, престольный праздник села, проходит фестиваль «Атмановские кулачки», где помимо стеношного кулачного боя, проходят и другие возрождённые русские народные игры. Организаторами фестиваля выступили «Федерация традиционного рукопашного боя» и Тамбовское общество любителей краеведения. Возрождённая практика проведения стеношных боёв на Масленицу проходит во многих местах, включая крупные города.

## Правила и техника
Как правило, участниками кулачных боёв были парни и молодые женатые мужчины. Кулачный бой мог проходить как в виде одиночного поединка двух участников (один на один, сам на сам), так и в виде поединка двух групп участников, т.н. «стенка на стенку». Именно стеношный бой был самым распространённым видом кулачного боя.
Главным образом кулачные бои проходили в праздничные дни: на Рождество (Святки), Масленицу, Троицын день, иногда на Семик; также и на престольные праздники того или иного поселения; реже бои проводились в воскресенье. Так, на Украине в начале XIX века кулачные бои «стенка на стенку» устраивались под Рождество и Новый Год. «Сезон» кулачных боёв начинался с наступлением зимы и продолжался обычно до середины лета, при этом наиболее масштабные бои проходили в Святки и во время Масленицы. Местом проведения кулачных боёв была любая открытая местность с большой площадью: так, Назимов вспоминает, что увиденный им стеношный бой проходил на мосту, в «старинной» (видимо, допетровской) Москве стеношные бои могли проходить на перекрёстках, а бытующий ныне в Козловке кулачный бой проходит на Линёвских лугах: в поле между Козловкой и соседним селом, Линёвкой. По подсчётам Горбунова, чаще всего (66 %) бои устраивались на естественных границах районов, жители которых вступали в поединок, реже (10%) — городские и сельские площади, рынки. Выбирались в качестве площадок для боя и сакральные места: на мостах, перекрёстках (см. выше), у оврагов; а также кладбища. Зимой кулачные бои проводились на льду замёрзших водоёмов. Бои служили формой развлечений, своего рода турнирами, привлекали большое количество как и зрителей, так и участников.
В боях «стенка на стенку» группы делились по территориальному признаку: одна группа — одна половина селения, а если бой проходил между двумя поселениями, то каждая из двух групп состояла из жителей конкретного селения. Порой в стеношных боях участвовало несколько поселений, и в каждой группе были люди из группы поселений. У конкретно русских бои «стенка на стенку» могли происходить между разными волостями и даже уездами. В городах проходили бои между жителями разных улиц, слобод и кварталов. Также присутствовало социо-возрастное деление участников, проявлявшееся на всём протяжении поединка. Сначала драться начинали дети, затем юноши-подростки, после них — женатые мужчины (подобное было записано, в частности, и Платоном Лукашевичем на Украине, и в воспоминаниях Назимова). Бой продолжался до тех пор, пока одна из сторон не обращалась в бегство, гонимая победителями к определённому месту. Если побеждённая и погнанная сторона вновь собиралась и возвращалась на место проведения, то бой начинался заново. Кроме того, в городах присутствовало деление и по сословному (например, мещане против купцов, мещане против крестьян), профессиональному (либо представители одной профессии: например, кожевенники, горшечники; либо двух — к примеру, ремесленники против семинаристов) и этническому признаку (например, русские против татар, русские против мордвы). В среде городского пролетариата бои могли устраиваться между рабочими разных фабрик и заводов. У каждой из противоборствующий сторон был лидер, своего рода капитан, носивший такие названия, как «атаман», «вожак», «боевой староста», «предводитель», на Украине — также и «старий чоловік». Он определял тактику боя и подбадривал своих товарищей.
В русском кулачном бое существовал определённый перечень приёмов, технически, как правило, представлявших собой удары кулаками. По характеру места нанесения эти удары делятся на две группы: в голову и по туловищу; по направлению — на прямые, боковые, сверху и снизу. Различные приёмы могли комбинироваться и применяться бойцами наряду с отдельными ударами. У каждого бойца, по воспоминаниям современников, были «свои меткие удары». Также присутствовали и обманные движения. По свидетельству Г. И. Фомина, у бойцов-«кулачников» существовал свой сленг, и, соответственно, собственная терминология касаемо приёмов. Среди употребляемых обозначений были как и общераспространённые, так и несметное количество локальных. Вот, к примеру, лишь некоторые наименования определённых приёмов:
- Прямой удар в голову — «подставить в фонарь», «дать в хлебово», «в рожество», «в личность», «во всю ширь»;
- Боковой удар в голову — «намылить сусалы», «свернуть по сусалам», «салазки подбить/своротить/вертеть», «пустить звонаря», «свистнуть по уху»;
- Удар сверху в голову — «по кумполу», «чербер сшибать»;
- Удар снизу в голову — «в подбородок»;
- Прямой удар по туловищу — «в живот», «в душу», «штыком», «в подвздох»;
- Боковой удар по туловищу — «отмять», «отмочить», «отвалять», «настрочить» или «отмочалить бока», «дать пирога в бок», «дать блоху»;
- Удар снизу по туловищу — «под дых», «поддать духу», «под дыхло», «дать никитки» или «дать микитки»;
- Удар сверху по туловищу — «сверху по ключице», «сверху по плечу», «с потягом по боку».

Одним из существенных и непременных правил правил русского боя являлось «лежачего не бить», нарушителей этого правила считали бесчестными людьми. Тем не менее, несмотря на это, кулачные бои нередко заканчивались увечьями участников, а порой и их гибелью. Также правилами запрещалось цепляться за одежду, использовать подручные средства и оружие. Таким образом, в кулачных боях надлежало драться лишь голыми руками (или в рукавицах в холодную погоду).
Победители поединков обычно получали призы и награды: как и денежные, так и в виде угощения или одежды. Ещё Сигизмунд фон Герберштейн упоминает о наградах кулачным бойцам. На Украине бытовал обычай, по которому победители снимали колокол с церкви в селе, чьи жители в бою проиграли. В одиночных поединках участники могли биться об заклады, каждый за себя, некоторые могли заключать пари. Призы могли давать и зрители, поддерживавшие свою группу и любимых бойцов, были случаи, что богатые купцы могли платить известным бойцам большие суммы. Именно денежные и материальные награды побуждали многих становиться профессиональными бойцами.
Среди кулачных бойцов были и знаменитости, пользовавшихся славой в узком кругу на самых уровнях — от деревенских/городских улиц до уездов губерний. Начиная с первой половины XIX века в крупных городах, таких, как Москва и Петербург, при поддержке меценатов стали проводиться поединки между русскими кулачными бойцами и зарубежными боксёрами (а также и другими атлетами, вроде борцов).
Помимо развлекательной и состязательной целей, а также своеобразной военно-физической подготовки, кулачные бои служили демонстрацией таких важных, с точки зрения дореволюционного русского крестьянства, черт, как физическая сила, ловкость, смелость, и достоинство, заключавшееся в уважению к победителю и достойному принятию поражения в поединке. Эти качества были важны для самоутверждения участников боёв.

## В искусстве
Как традиционное русское развлечение, кулачный бой описан во множестве произведений культуры.

### Фольклор
- Кулачный бой упоминается в некоторых былинах. Как правило, на рукопашный бой богатыри переходят в случае поломки оружия. Так, в былине «Дунай» главный герой, Дунай Иванович и его противница поляница[46]

Начали биться тут, ратиться,

Ударились палицами булатныма,

Палицы до рук приломалися.

Ударились копьями мурамецькима,

Копейца в одно место свивалися.

Ударились саблями вострыма,

Сабли до рук притупилися:

Боль нечем биться, ратиться.

Стали биться боем кулачныим…

- Также кулачный бой отразился и в украинских думах. К примеру, в «Песне о казаке Васюринском» есть такие строки[47]:

Позволь, батьку отамане,

На на башни стати…

<…>

Не позволиш з шабельками,

Позволь з кулаками,

Нехай наша слава

Не загине поміж козаками!

### Кинематограф
- «Сибирский цирюльник» (1998 г., реж. Никита Михалков) — кулачный бой на Масленицу показан наряду с другими традиционными масленичными забавами, такими, как взятие снежного городка.

### Телесериалы
- «Парижане» — в 3 серии демонстрируется бой «стенка на стенку» между жителями деревни Париж (где происходит действие) и соседней деревни, Канада.

### Изобразительное искусство
- «Кулачный бой на Москва-реке» — картина Бориса Кустодиева, 1897 г. Находится в собрании Череповецкого краеведческого музея
- «Кулачный бой при Иване IV» — картина Михаила Пескова, 1862 г.

### Идиоматика
С кулачным боем связаны такие устойчивые выражения, как «пускать пыль в глаза» (выдавать желаемое за действительное; по одному из предположений, происходит от запрета ослеплять противника, пуская в пыль песок или пыль, отмеченного в указе 1726 года) и «лежачего не бьют».

### Видеоматериалы
- Стеношный бой, Купля, Рязанская область, 1954 г. на YouTube
- Стеношный бой, Санкт-Петербург, Масленица 2012 г. на YouTube
- Одиночный кулачный бой, Козловка (Пензенская область), 8 июня 2014 г. на YouTube
- Демонстрация приёмов кулачного боя жителями Атманова Угла, фестиваль «Атмановские кулачки», 28-31 августа 2014 г. на YouTube